# William Cumback
William "Will" Cumback, född 24 mars 1829 i Franklin County, Indiana, död 31 juli 1905 i Greensburg, Indiana, var en amerikansk politiker. Han var ledamot av USA:s representanthus 1855–1857 och Indianas viceguvernör 1869–1873. Han var först whig och senare republikan.
Cumback utexaminerades från Miami University i Oxford i Ohio, studerade sedan juridik i Cincinnati och inledde 1853 sin karriär som advokat i Indiana.
Cumback efterträdde 1855 James H. Lane som kongressledamot och efterträddes 1857 av James B. Foley. Han var Indianas viceguvernör 11 januari 1869–13 januari 1873.
Cumback avled 1905 och gravsattes på South Park Cemetery i Greensburg.